# Confolenç
Confolenç (en francès, Couffoulens) és un municipi francès situat al departament de l'Aude i a la regió d'Occitània.